# Tomer Sisley

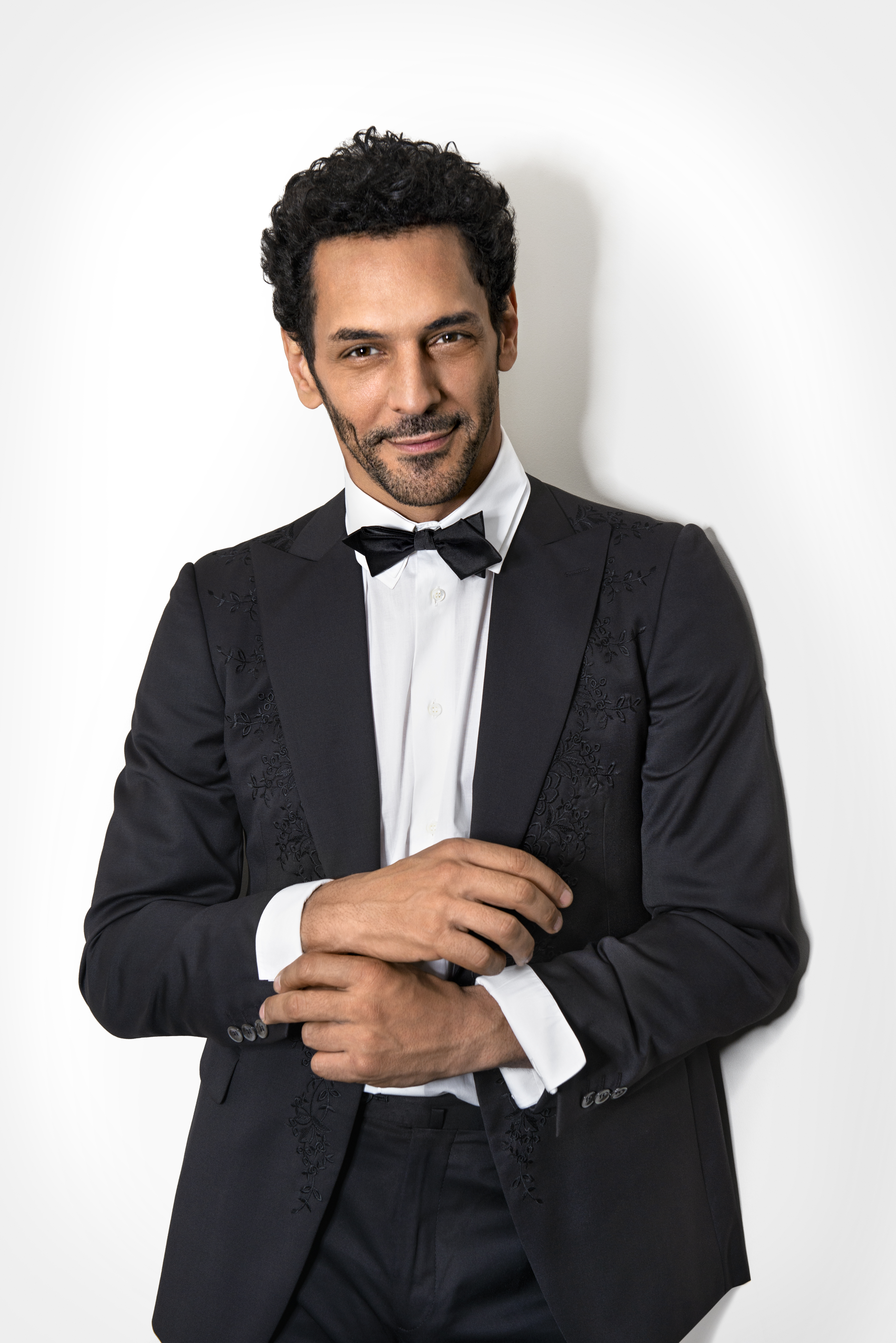
Tomer Sisley (2019)

Tomer Gazit Sisley (hebräisch תומר גזית סיסלי; * 14. August 1974 in West-Berlin) ist ein israelisch-französischer Schauspieler und Komiker.

## Biografie
Tomer Gazit Sisley wurde als Sohn israelischer Eltern in West-Berlin geboren. Seine Großeltern kommen aus Russland und aus dem Jemen. Als sich seine Eltern 1983 trennten, ging er mit seinem Vater nach Südfrankreich. Später studierte er am Centre international de Valbonne in Nizza. Anschließend debütierte er als Schauspieler in kleineren Nebenrollen in mehreren Fernsehserien und schafft es, sich als Standup-Komiker zu etablieren. International bekannt wurde er in der Titelrolle der beiden Actionfilme Largo Winch – Tödliches Erbe und Largo Winch II – Die Burma-Verschwörung. Sisley spricht neben französisch auch fließend deutsch, hebräisch und Thai.

## Filmografie (Auswahl)

### Kino
- 2003: Dédales – Würfel um dein Leben (Dédales)
- 2006: Du & ich (Toi et moi)
- 2006: Es begab sich aber zu der Zeit… (The Nativity Story)
- 2007: Die City-Krieger (Truands)
- 2008: Largo Winch – Tödliches Erbe (Largo Winch)
- 2011: Largo Winch II – Die Burma-Verschwörung (Largo Winch II)
- 2011: Sleepless Night – Nacht der Vergeltung (Nuit blanche)
- 2013: Angélique
- 2013: Wir sind die Millers (We’re the Millers)
- 2017: Schlittenfahrt ins Weihnachtsglück
- 2021: Don’t Look Up
- 2024: Largo Winch: Der Preis des Geldes (Largo Winch: Le prix de l'argent)

### Fernsehen
- 1996: Highlander (Fernsehserie, eine Folge)
- 1998: Kommissar Navarro (Navarro, Fernsehserie, eine Folge)
- 2016: Stavisky, l’escroc du siècle, Fernsehfilm
- 2018–2019: Balthazar (Fernsehserie)
- 2020: Messiah (Fernsehserie)
- 2024: Notre Histoire de France